# Бемпошта (Абрантиш)
Бемпошта (порт. Bemposta) — район (фрегезия) в Португалии, входит в округ Сантарен. Является составной частью муниципалитета Абрантиш. По старому административному делению входил в провинцию Рибатежу. Входит в экономико-статистический субрегион Медиу-Тежу, который входит в Центральный регион. Население составляет 2252 человека на 2001 год. Занимает площадь 187,73 км².
Покровителем района считается Мария Магдалина (порт. Maria Madalena).